# Артемије Веркољски
Свети Артемије Веркољски (рус. Артемий Веркольский) је православни светитељ из 16. века.
Рођен је 1532. године у селу Веркољу, у Двинској области у Русији. Родитељи су му били сељаци и васипитали су га у духу хришћанске побожности. У његовој тринаестој години страдао је од удара грома. Пошто су сељаци сматрали овакву смрт блаженога дечака као казну Божију за његове тајне грехе, оставили су његово тело несахрањено у оближњој шуми покривено грањем, лишћем и брезовином, и ограћено дрвеном оградом. Тако је његово тело лежало тридесет две године, заборављено од свију, када је пронађено нераспаднуто и потпуно сачувано. Тело је пренето у парохијску цркву, положено у паперти. Тамо се од његових моштију почела изливати обилна исцељења болесницима. Након што је овај храм изгорео мештани су над моштима изградили засебну капелу у којој су положене свете мошти. Исцељења се настављају у још већем обиму о чему постоје многа сведочанства.
Године 1648. по наређењу цара Алексија Михајловича свете мошти праведнога Артемија су положене у нови кивот и на месту где су оне пронађене саграђен је манастир.
Православна црква прославља светог Артемија 20. октобра по јулијанском календару.